# 澤間站
澤間站（日语：／ Sawama eki */?）是位於靜岡縣榛原郡川根本町千頭，屬於大井川鐵道的井川線車站。

## 車站構造
此站是地面車站，設有1面1線的單式月台，過去的月台配置為2面2線的相對式月台。此站在1969年前設有千頭森林鐵道（千頭營林署的森林軌道），該鐵路線在千頭一方分支。現時鐵路的遺蹟還存在。
此站的站房在2018年（平成30年）12月3日因老化而遭拆毀。2019年（平成31年）1月15日，與土本站和閑藏站同一款式的候車室落成並開始使用。

## 車站周邊
- 大井川
- 寸又口橋
- 川根電力索道奧澤間站蹟

## 歷史
- 1931年（昭和6年） - 寸又川專用軌道（後來為千頭森林鐵道）澤間停車場啟用。寸又川専用軌道會運送木材は至附近的川根電力索道奧澤間站。
- 1935年（昭和10年）5月30日 - 大井川專用軌道（後來為中部電力專用鐵道）開業，同時於澤間停車場相同位置開設澤間站。寸又川專用軌道開始駛入此站，不再前往川根電力索道進行起卸工作。
- 1936年（昭和11年）11月19日 - 站內的軌距由762mm改至1067mm。由於寸又川專用軌道駛入此站，因此千頭站至此站之間設有雙軌距[1]。
- 1939年（昭和14年） - 川根電力索道中止。
- 1959年（昭和34年）8月1日 - 中部電力專用鐵道由大井川鐵道繼承，成為大井川鐵道井川線。同時開設旅客業務。
- 1969年（昭和44年） - 千頭森林鐵道廢止，澤間停車場也同日廢止。千頭站至此站之間的762mm路軌撤走。
- 2018年（平成30年）12月3日 - 隨著車站大樓老化而拆毀。
- 2019年（平成31年）1月15日 - 車站內的候車室開始使用。

## 相鄰車站
大井川鐵道
井川線
川根兩國－澤間－土本

### 曾經存在的路線
千頭森林鐵道
本線
千頭－澤間－閑藏

## 注腳
1. ↑  『地方鉄道及軌道一覧. 昭和15年11月1日現在』（國立國會圖書館數碼化收藏）中的差異

## 外部連結
- 大井川鐵道 （页面存档备份，存于）（日語）